# Conservapedia
Conservapedia (/kənˌsɜːrvəˈpiːdiə/) là một bách khoa toàn thư trực tuyến bằng tiếng Anh, nền wiki, được viết từ quan điểm mà web tự nhận là theo chủ nghĩa bảo thủ Hoa Kỳ và theo chủ nghĩa cơ yếu Ki-tô giáo. Website được thành lập vào năm 2006 bởi Andrew Schlafly, ông là giáo viên người Mỹ dạy học tại gia, luật sư bào chữa, và là con trai của nhà hoạt động bảo thủ Phyllis Schlafly. Mục đích của website là để phản biện những gì mà ông nhìn nhận là "liberal bias" (thiên kiến "tự do") trên Wikipedia. Web sử dụng hệ thống biên tập viên và dựa trên wiki để xây dựng nội dung.
Ví dụ về ý thức hệ của Conservapedia thì bao gồm những cáo buộc chống lại và chỉ trích mạnh mẽ cựu Tổng thống Hoa Kỳ Barack Obama – kể cả việc đề xướng các thuyết âm mưu về quyền công dân của Barack Obama – cùng với các chỉ trích về chủ nghĩa vô thần, nữ quyền, đồng tính luyến ái, Đảng Dân chủ, và thuyết tiến hóa. Conservapedia xem lý thuyết tương đối là cái cổ xúy chủ nghĩa đạo đức tương đối, nhận chắc rằng phá thai làm tăng nguy cơ ung thư vú, ca ngợi các chính trị gia Đảng Cộng hòa, ủng hộ các danh nhân và các tác phẩm nghệ thuật mà nó tin rằng đại diện cho các tiêu chuẩn đạo đức thuận với các giá trị gia đình Kitô giáo, và chấp nhận các giáo lý cơ yếu chủ nghĩa của Kitô giáo chẳng hạn thuyết sáng tạo Trái đất trẻ. "Dự án Kinh thánh bảo thủ" (Conservative Bible Project) của Conservapedia là việc dịch lại bản Kinh thánh tiếng Anh với nguồn lực từ cộng đồng, mà site tuyên bố là "không bị hủ bại bởi những gian dối của phe liberal".
Conservapedia nhận được những phản ứng tiêu cực từ các phương tiện truyền thông chính thống và các nhân vật chính trị, và bị các nhà phê bình cấp tiến và bảo thủ chỉ trích vì sự thiên vị và thiếu chính xác của nó. Có những vụ việc bạo lực ở đời thực có liên hệ đến nội dung gây tranh cãi về đồng tính luyến ái ở Conservapedia; từ tháng 10 năm 2020 đến tháng 7 năm 2021, Daniel Andrew, một cư dân của Springfield, Oregon, người bị buộc tội liên bang về thù hằn vì tấn công một người đồng tính nam, đã truy cập các bài viết của Conservapedia về "hành vi ức hiếp người đồng tính" (Gay bashing) và "Lịch trình đồng tính" (Homosexual Agenda).
Tính đến tháng 1 năm 2022, Conservapedia có hơn 52.000 bài viết.

## Tiểu sử

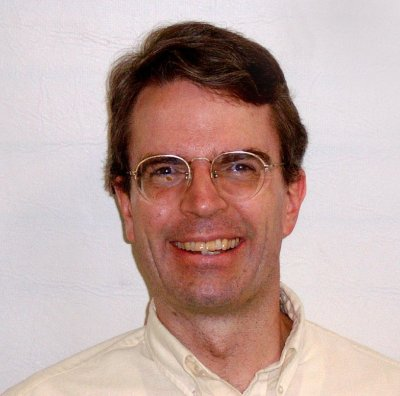
Người sáng lập Conservapedia, Andrew Schlafly, vào năm 2007

Conservapedia được thành lập vào tháng 11 năm 2006 bởi Andrew Schlafly, là một luật sư bào chữa được đào tạo tại Harvard và Princeton và là một người ủng hộ dạy học tại nhà. Ông thiết lập dự án này sau khi đọc bài tập lớn của một học trò dùng ký pháp cho "Trước Công Nguyên" là BCE (before the common era) chứ không dùng BC (before Christ). Mặc dù Schlafly là 'một người đam mê Wikipedia từ sớm', như báo cáo từ Shawn Zeller của Congressional Quarterly, Schlafly trở nên lo ngại về thiên kiến trên Wikipedia sau khi các biên tập viên ở đây liên tục hoàn nguyên các sửa đổi của ông trong bài viết về cuộc điều trần về tiến hóa ở Kansas năm 2005. Schlafly có bày tỏ hy vọng rằng Conservapedia sẽ trở thành một nguồn tài nguyên chung cho các nhà giáo dục Hoa Kỳ và là một đối trọng với thiên kiến liberal mà ông nhận thấy trong Wikipedia.
Chương trình giáo dục trực tuyến "Eagle Forum University", có liên đới với tổ chức Eagle Forum của Phyllis Schlafly, sử dụng tài liệu từ Conservapedia cho các khóa học trực tuyến, trong đó có cả môn lịch sử Hoa Kỳ. Biên tập các bài báo của Conservapedia liên quan đến một chủ đề khóa học cụ thể cũng là một nhiệm vụ nhất định đối với sinh viên Đại học Eagle Forum.
Website được lập vào năm 2006, chạy trên phần mềm MediaWiki, có bài viết cũ nhất từ ngày 22 tháng 12 năm 2006. Đến tháng 1 năm 2012, Conservapedia có hơn 38.000 trang, chưa tính các trang mà dành cho thảo luận và cộng tác nội bộ, các bài viết "sơ khai" tối thiểu với các bài viết lặt vặt khác. Các tính năng thông thường trên trang nhất của Conservapedia thì bao gồm các liên kết đến các bài báo và blog mà các biên tập viên của site này coi là có liên quan đến chủ nghĩa bảo thủ. Các biên tập viên của Conservapedia cũng duy trì một trang có tựa "Examples of Bias in Wikipedia" (Ví dụ về thiên kiến trong Wikipedia) gom nhặt những trường hợp được cho là thiên kiến hoặc sai sót ở các trang trên Wikipedia. Đã có một thời điểm nó là trang được xem nhiều nhất trên site đấy.

## Quan điểm và chính sách biên tập viên
Conservapedia có các chính sách biên tập viên được thiết kế để ngăn ngừa hành vi phá hoại cùng với những điều mà Schlafly xem là thiên kiến liberal. Theo The Australian, mặc dù các nhà điều hành của site này tuyến bố rằng site này "phấn đấu bảo đảm bài viết của mình được súc tích, mang thông tin hữu ích, thân thiện với gia định, và đúng với thực kiện (fact), mà thực kiện thì hay hậu thuẫn cho tư tưởng bảo thủ hơn là tư tưởng liberal nhiều", thì trên Conservapedia "lập luận thường hay vòng tròn (circular reasoning)" và "nhan nhản những lời mâu thuẫn, bao biện lợi kỷ và đạo đức giả".

### So sánh với Wikipedia
Ngay sau khi ra mắt vào năm 2006, Schlafly mô tả trang này là đối thủ cạnh tranh với Wikipedia, nói rằng "Wikipedia đã đi theo con đường của CBS News. Đã quá lâu rồi mà chưa có đối thủ cạnh tranh nào được như Fox News." Nhiều thực hành của biên tập viên trên Conservapedia không giống với thực hành trên Wikipedia. Bài viết và những nội dung khác trên site này thường xuyên bao gồm những lời chỉ trích Wikipedia cũng như những chỉ trích về ý thức hệ được cho là liberal cùng với chính sách thẩm hạch (moderation) của nó.
Bài "Conservapedia Commandments" (Giới luật của Conservapedia) của site này khác biệt với chính sách biên tập của Wikipedia (chính sách ở Wikipedia là bao gồm tuân theo quan điểm trung lập và tránh nghiên cứu gốc). Đáp lại chính sách cốt lõi của Wikipedia về tính trung lập, Schlafly phát biểu: "Không thể có bộ bách khoa toàn thư nào trung lập được đâu. Thì tức là chúng ta hãy lựa một quan điểm nào đó đi, hãy bộc lộ quan điểm đó cho độc giả đi", và "Wikipedia không hề thăm dò quan điểm của biên tập viên và bảo quản viên. Họ không hề nỗ lực giữ gìn cân bằng gì cả. Rốt cuộc tính trung lập của nó là của đám linsơ hết cả".
Trong một cuộc phỏng vấn vào tháng 3 năm 2007 với The Guardian, Schlafly nói: "Tôi có thử chỉnh sửa Wikipedia rồi, và thấy là nó, cùng với những biên tập viên thiên lệch mà thống trị nó, toàn kiểm duyệt hoặc thay đổi thực kiện cho hợp với quan điểm của họ. Có một dạo bản sửa đổi có căn cứ thực tế của tôi bị xóa bỏ trong vòng 60 giây—nên việc sửa bài trên Wikipedia không còn là hướng đi khả thi nữa". Vào ngày 7 tháng 3 năm 2007, Schlafly được phỏng vấn trên show buổi sáng Today của BBC Radio 4 cùng với bảo quản viên Wikipedia Jim Redmond. Schlafly biện luận rằng bài viết về thời kỳ Phục hưng (ở Wikipedia tiếng Anh) không nêu đủ công trạng của những người Kitô giáo, rằng các bài viết trên Wikipedia dường như ưa sử dụng chính tả (spelling) phi Hoa Kỳ mặc dù hầu hết người dùng là người Mỹ. Schlafly cũng nhận định rằng việc Wikipedia cho phép cả hai loại ký pháp Common Era và Anno Domini thì là thiên kiến chống Kitô giáo.

### Cấp phép nội dung
Conservapedia cho phép người dùng "sử dụng bất kỳ nội dung nào trên website mà không cần phải ghi công". Chính sách bản quyền đấy cũng nêu rõ: "Giấy phép này chỉ có thể bị thu hồi trong một số trường hợp để tự vệ rất hiếm, chẳng hạn để bảo vệ việc sử dụng liên tục của các biên tập viên Conservapedia hoặc các bên khác được cấp phép, hoặc để ngăn chặn việc sao chép trái phép toàn bộ các phần của website này". Đồng sáng lập Wikipedia, Jimmy Wales, đã nêu lên quan ngại về việc là dự án này không hề được cấp phép theo Giấy phép Tài liệu Tự do GNU (GFDL) hoặc một giấy phép copyleft tương tự, bảo rằng "những người đóng góp (cho Conservapedia) đang trao cho họ toàn quyền kiểm soát nội dung, như vậy có thể dẫn đến hậu quả không dễ chịu đâu.":4

### Phá hoại
Site này đã tuyên bố rằng nó cấm người dùng chưa đăng ký chỉnh sửa mục bài là do lo ngại về hành vi phá hoại, phương hại hoặc phỉ báng. Brian Macdonald, một biên tập viên Conservapedia, nhận xét rằng hành vi phá hoại đó là nhằm "khiến mọi người nói rằng, 'Conservapedia đó chỉ là đồ khùng đồ điên.'" Theo Stephanie Simon ở Los Angeles Times, Macdonald đã dành nhiều giờ mỗi ngày để lùi lại "sửa đổi ác ý". Mấy kẻ phá hoại đã chèn "lỗi, ảnh khiêu dâm và châm biếm" vào. Ví dụ, Bộ trưởng Tư pháp Hoa Kỳ Alberto R. Gonzales từng bị ghi là "người ủng hộ mạnh mẽ cho phương thức tra tấn làm công cụ chấp hành pháp luật để sử dụng chống lại đảng Dân chủ và cư dân thế giới thứ ba".

### Các chính sách biên tập viên khác
Conservapedia tuyên bố trên trang "Manual of Style" (Cẩm nang biên soạn) rằng "Chính tả (spelling) tiếng Anh của người Mỹ được khuyến khích hơn nhưng chính tả của Khối thịnh vượng chung cho bài viết mới hoặc bài viết được duy trì tốt thì đều được hoan nghênh." Ở đấy khuyến khích bài viết về Vương quốc Anh thì dùng tiếng Anh Anh, còn bài viết về Hoa Kỳ thì sử dụng tiếng Anh Mỹ, nhằm giải quyết các tranh chấp về biên tập. Ban đầu, Schlafly và các biên tập viên khác của Conservapedia coi chính sách của Wikipedia 'cho phép' dùng chính tả tiếng Anh của người Anh là thiên kiến chống Mỹ.
"Conservapedia Commandments" (Giới luật của Conservapedia) yêu cầu sửa đổi phải "thân thiện với gia đình, gọn gàng, súc tích, và không có ngôn ngữ tầm phào hoặc thô tục". Tài khoản nào dính dáng vào những việc mà site này coi là "hoạt động vô bổ, chẳng hạn 90% thảo luận mà chỉ có 10% sửa đổi chất lượng" thì sẽ bị chặn. Giới luật đấy cũng trích dẫn Bộ luật 18 USC § 1470 của Hoa Kỳ làm lý lẽ biện minh cho hành động pháp lý chống lại các sửa đổi dâm ô, phá hoại hoặc spam. Chính sách của Conservapedia khuyến khích người dùng chọn username "dựa trên tên thật hoặc chữ cái đầu của tên mình"; tài khoản nào có username mà quản trị viên thấy là "phù phiếm" hoặc xúc phạm thì sẽ bị chặn; site này chỉ trích tên của các bảo quản viên trên Wikipedia là "ngớ ngẩn" và phản ánh "yếu tố phản trí thức đáng kể" của Wikipedia. Do Schlafly cho rằng việc Wikipedia cho phép sử dụng hai loại ký pháp Common Era và Anno Domini là thiên kiến chống Kitô giáo, nên giới luật đấy không cho phép sử dụng ký pháp Common Era.

### Cổ xúy thuyết âm mưu
Conservapedia cổ xúy nhiều thuyết âm mưu khác nhau, chẳng hạn như cho rằng cuộc tấn công vào ngày 6 tháng Giêng tại Hoa Kỳ là do Antifa dàn dựng và Michelle Obama là người chuyển giới bí mật. Ngoài ra, nó còn cổ xúy ý tưởng rằng giấy khai sinh được công bố của Barack Obama là ngụy tạo và bảo rằng ông ra đời ở Kenya chứ không phải Hawaii.
Nó cũng mô tả thuyết tương đối là một phần của "một âm mưu ý thức hệ nào đó". Andy Schafly tuyên bố rằng "hầu như không ai được dạy và tin thuyết tương đối mà còn tiếp tục đọc Kinh thánh," và "trích dẫn các đoạn trong Kinh thánh Kitô để cố gắng bác bỏ lý thuyết của Einstein".

## Xung đột với quan điểm khoa học
Nhiều bài viết của Conservapedia mâu thuẫn với quan điểm khoa học xưa nay xác lập. Vào ngày 19 tháng 3 năm 2007, tờ báo miễn phí Metro của Anh có đăng bài viết "Weird, wild wiki on which anything goes" (Wiki lạ lùng, hoang dã mà trên đó cái gì cũng viết được), nêu rõ Hội Hoàng gia Luân Đôn tỏ ra thái độ gạt bỏ Conservapedia, nói rằng: "Mọi người cần phải thật cẩn thận về nhưng nơi mà mình tìm kiếm thông khoa học." Một ký giả của Los Angeles Times có ghi rằng các nhà phê bình về Conservapedia đã lên tiếng lo ngại rằng trẻ em tình cờ truy cập site này có thể tưởng rằng nội dung khoa học trên Conservapedia là chính xác. Năm 2011, Brian Dunning, một người hoài nghi chủ nghĩa, đã liệt kê nó ở vị trí thứ 9 trong danh sách "10 website phản khoa học tồi tệ nhất" của mình.

### Thuyết sáng tạo
Conservapedia cổ xúy cho thuyết sáng tạo Trái đất trẻ, một quan điểm ngụy khoa học cho rằng Trái đất được tạo ra trong 6 ngày theo đúng nghĩa đen và khoảng 6.000 năm trước. Không phải tất cả các cộng tác viên của Conservapedia đều tán thành theo quan điểm của thuyết sáng tạo Trái Đất trẻ, như bảo quản viên Terry Koeckritz có phát biểu với Los Angeles Times rằng mình không hề coi câu chuyện sáng tạo trong Sáng thế ký theo nghĩa đen.:9 Trong một phân tích vào đầu năm 2007, 'soạn giả' khoa học Carl Zimmer đã tìm thấy bằng chứng rằng phần lớn thông tin có vẻ không chính xác hoặc không đầy đủ về khoa học hay lý thuyết khoa học trên Conservapedia là có thể bắt nguồn từ việc phụ thuộc quá nhiều vào trích dẫn từ các tác phẩm của tác giả sách giáo khoa dạy học tại nhà Jay L. Wile.

### Thuyết tiến hóa
Bài viết của Conservapedia về thuyết tiến hóa trình bày thuyết tiến hóa là một 'lý thuyết tự nhiên chủ nghĩa' thiếu cơ sở và mâu thuẫn với bằng chứng trong những di tích hóa thạch mà 'phe sáng tạo luận' cho là ủng hộ thuyết sáng tạo. Bài viết đấy cũng gợi ra rằng đôi khi Kinh thánh [mà đọc theo nghĩa đen] thì chính xác về mặt khoa học hơn cả cộng đồng khoa học. Schlafly có đưa ra lý giải khác thay cho thuyết tiến hóa để bảo vệ phát biểu đấy.

### Chủ nghĩa môi trường
Conservapedia trước đây có mô tả sự nóng lên toàn cầu là "bịa đặt của phe liberal" (liberal hoax). Một bài viết về "Bạch tuộc cây Tây Bắc Thái Bình Dương" (Pacific Northwest Arboreal Octopus) đã nhận được rất nhiều sự chú ý, mặc dù Schlafly đã khẳng định rằng bài đó là dành để giễu nhại chủ nghĩa môi trường. Đến ngày 4 tháng 3 năm 2007, bài viết đấy đã bị xóa.

### Phá thai
Conservapedia khẳng định rằng phá thai là làm tăng nguy cơ ung thư vú, trong khi khoa học đồng thuận là không có mối liên quan nào như vậy.

### Thuyết tương đối
Conservapedia cũng đã bị chỉ trích vì các bài viết về lý thuyết tương đối, cụ thể là về mục bài có tiêu đề "Counterexamples to relativity" (Phản ví dụ cho thuyết tương đối), trong đó liệt kê các ví dụ với chủ ý diễn thị rằng thuyết này là không chính xác. Một bài đăng trên Talking Points Memo đã thu hút sự chú ý vào bài viết đó, phát biểu rằng Schlafly "đã tìm ra một âm mưu nữa của phe liberal: thuyết tương đối". New Scientist, một tạp chí khoa học, có chỉ trích quan điểm của Conservapedia về thuyết tương đối và phản hồi lại một số lập luận chống lại thuyết này của Conservapedia. Chống lại những tuyên bố của Conservapedia, New Scientist có phát biểu rằng, tuy người ta khó có thể tìm thấy một nhà vật lý nào khẳng định rằng thuyết tương đối rộng có thể lý giải hoàn toàn cách thức vận hành của vũ trụ, thì lý thuyết này vẫn đã trải qua được mọi phép thử lên nó rồi.:1

Giáo sư vật lý Robert L. Park ở Đại học Maryland cũng đã chỉ trích bài viết của Conservapedia về thuyết tương đối, biện luận rằng lời chỉ trích đối với nguyên lý này, "được phe liberal cổ xúy mạnh mẽ vì họ thích việc nó khích lệ cho chủ nghĩa tương đối và có xu hướng làm lệch lạc cách người ta nhìn nhận thế giới", của nó là nhập nhằng lý thuyết vật lý với giá trị đạo đức. Tương tự, New Scientist có phát biểu ở cuối bài báo của họ rằng::2
Rốt cuộc làm gì có âm mưu nào của bên liberal đâu. Không may thay, các học giả nhân văn lại hay nhập nhèm vấn đề vì dùng sai thuật ngữ "thuyết tương đối". Thuyết này không hề cổ vũ cho chủ nghĩa tương đối, bất chấp Conservapedia có nghĩ cái gì đi nữa. Thuyết tương đối suy cho cùng trọng tâm nó không nằm ở tính tương đối – không gian ba chiều và thời gian một chiều – mà là nằm ở tính tuyệt đối: tốc độ ánh sáng và không-thời bốn chiều cơ.

Vào tháng 10 năm 2010, Scientific American đã chỉ trích thái độ của Conservapedia đối với thuyết tương đối, chấm họ điểm zero trên thang điểm "Science Index" từ 0 tới 100, mô tả Conservapedia là "bách khoa toàn thư trực tuyến do luật sư bảo thủ Andrew Schlafly điều hành, [tại đó] ám chỉ rằng thuyết tương đối của Einstein là một phần của một âm mưu nào đó của phe liberal."
Một tuyên bố khác của Conservapedia là "công trình của Albert Einstein không liên quan gì đến việc phát triển bom nguyên tử", và bảo Einstein chỉ là người đóng góp nhỏ cho thuyết tương đối mà thôi.

## Ý thức hệ
The Guardian đã gọi chính trị của Conservapedia là "cánh hữu", đôi khi nó còn được mô tả là cực hữu hoặc Cánh hữu mới. Nhà báo Leonard Pitts trong một bình luận phê bình có bảo rằng "Ta có thể phán xét thiên kiến của chính Conservapedia bằng cách đọc định nghĩa của nó về phe liberal".

### Chính trị đảng phái
Schlafly có nói trong một cuộc phỏng vấn với National Public Radio rằng bài viết trên Wikipedia về lịch sử Đảng Dân chủ là một "nỗ lực chính danh hóa cho Đảng Dân chủ hiện đại bằng cách thuật lại từ thời Thomas Jefferson" và viết như vậy là "suy diễn và đáng bị chỉ trích". Ông cũng có khẳng định rằng Wikipedia "liberal hơn sáu lần so với công chúng Mỹ", một tuyên bố được Andrew Chung ởToronto Star liệt vào loại là "giật gân".
John Cotey ở St. Petersburg Times có quan sát rằng  bài viết của Conservapedia về Đảng Dân chủ có chứa chỉ trích cho rằng đảng này ủng hộ hôn nhân đồng giới và thúc đẩy lịch trình đồng tính (homosexual agenda).
Các bài viết của Conservapedia về cựu Ngoại trưởng Hillary Clinton và Tổng thống Barack Obama đều chỉ trích các đề tài tương ứng với họ. Trong chiến dịch tranh cử tổng thống năm 2008, mục bài về Obama khẳng định rằng ông này "không hề có thành tích cá nhân nào mà không phải hẳn nhiên từ affirmative action (chính sách nâng đỡ cho sắc tộc) mà ra". Một số biên tập viên Conservapedia có nài nỉ thay đổi hoặc xóa bỏ phát biểu này đi, nhưng Schlafly, thân là bạn học cũ của Obama, đã phản ứng bằng cách khẳng định rằng Harvard Law Review, tập san pháp lý Đại học Harvard mà Obama và Schlafly có làm việc cùng nhau, có sử dụng tiêu chí hạn ngạch chủng tộc (racial quota, tức tập san này có ưu tiên cho sắc tộc), rồi ông tuyên bố rằng "Phát biểu về affirmative action đấy là chuẩn xác và sẽ giữ nguyên như vậy trong bài này". Hugh Muir ở The Guardian bằng ngôn từ chế nhạo đã gọi 'lời khẳng định của Conservapedia rằng Obama có liên hệ với Hồi giáo cực đoan' là tin "siêu cấp chấn động" (dynamite), là nguồn tin tuyệt hảo cho "mấy người cánh hữu Hoa Kỳ".
Trái lại, các bài viết về các chính trị gia bảo thủ, chẳng hạn như cựu tổng thống Đảng Cộng hòa Hoa Kỳ Ronald Reagan và cựu Thủ tướng Đảng Bảo thủ Anh Margaret Thatcher, theo như quan sát thì lại ca ngợi các đề tài tương ứng với họ. Mark Sabbatini ở Juneau Empire có mô tả rằng bài viết trên Conservapedia về Sarah Palin, ứng cử viên phó tổng thống của Đảng Cộng hòa cho cuộc bầu cử tổng thống Hoa Kỳ năm 2008, phần lớn đều được viết bởi những người ủng hộ cho đề tài trong đó nhưng lại tránh các chủ đề gây tranh cãi khác.

### Chủ nghĩa vô thần
Vào tháng 7 năm 2008, phó tổng biên tập Ezra Klein ở American Prospect đã chê bai bài viết của Conservapedia về chủ nghĩa vô thần trong chuyên mục hàng tuần của mình: "Như Daniel DeGroot có ghi, ta không khỏi thắc mắc không biết họ đã loại bỏ những lời giải thích 'vô lý' nào khi làm nên bài viết đó đây".
Website này đôi khi sử dụng lập trường chỉ trích mạnh mẽ chống lại những nhân vật mà nó nhìn nhận là đối thủ chính trị, tôn giáo hoặc ý thức hệ. Ví dụ, vào tháng 5 năm 2009, Vanity Fair và The Spectator có đưa tin rằng bài viết của Conservapedia về người vô thần Richard Dawkins có mang bức ảnh Adolf Hitler ở trên cùng. Bức ảnh đấy sau đó đã được chuyển xuống vị trí thấp hơn trong bài viết đấy.

## Đón nhận
Dự án Conservapedia bị chỉ trích rất nhiều vì vô số chỗ không chính xác về thực tế, và vì 'chủ nghĩa sự thật tương đối' của nó. Tạp chí Wired quan sát rằng Conservapedia "đang thu hút rất nhiều bình luận chê bai trên các blog và ngày càng có nhiều bài viết rởm được viết bởi những kẻ viết bậy". Iain Thomson trong Information World Review có viết rằng cũng có thể do "phe cánh tả đả đảo" (leftist subversives) đã cố ý phá hoại những bài viết vậy để giễu nhại mà thôi. Conservapedia đã được so sánh với CreationWiki, một wiki được viết từ quan điểm sáng tạo luận, và Theopedia, một wiki với tiêu điểm là thần học cải cách. Fox News đã cạnh khoé so sánh nó với các website bảo thủ mới nổi khác đang cạnh tranh với các website dòng chính, chẳng hạn như MyChurch, phiên bản Kitô của website mạng xã hội MySpace, và GodTube, phiên bản Kitô của website video YouTube.
Tom Flanagan, một giáo sư bảo thủ về khoa học chính trị tại Đại học Calgary, đã biện luận rằng Conservapedia thì nghiêng về tôn giáo, đặc biệt là Kitô giáo, hơn là chủ nghĩa bảo thủ chính trị hoặc xã hội, và bảo rằng họ mang nhiều tội lỗi hơn cái tội mà họ quy kết cho Wikipedia nhiều. Matt Millham ở tờ báo chuyên quân sự Stars and Stripes gọi Conservapedia là "một website chủ yếu mua vui cho những người theo đạo Tin lành". Một bài trên Ecommerce Times ghi rằng theo những người sáng lập thì phạm vi của bách khoa toàn thư này là "mang lại những ghi chép lịch sử từ góc nhìn Kitô giáo và bảo thủ". Tạp chí APC nhìn nhận đây là đại diện cho chính vấn đề về thiên kiến của Conservapedia. Nhà bình luận Kitô bảo thủ Rod Dreher đã cực lực chỉ trích "Dự án Kinh thánh Bảo thủ" của website này, một bản dịch lại Kinh thánh đang được tiến hành mà Dreher quy là "sự ngạo mạn điên rồ" trong phần bàn về "những nhà tư tưởng cánh hữu".
Dự án còn bị chỉ trích vì cổ xúy phân biệt ẩu giữa chủ nghĩa bảo thủ (conservatism) và chủ nghĩa tự do (liberalism) và cổ xúy 'chủ nghĩa sự thật tương đối' (factual relativism) với ý tưởng ngầm rằng "thực kiện thì thường hay có hai cách biện giải hợp lý ngang nhau". Matthew Sheffield, viết trên tờ nhật báo bảo thủ The Washington Times, biện luận rằng những người bảo thủ mà lo ngại về thiên kiến thì nên đóng góp thường xuyên cho Wikipedia hơn đi thay vì dùng Conservapedia làm giải pháp thay thế vì ông cảm thấy rằng mấy website thay thế như Conservapedia thường "không hoàn chỉnh" đâu. Tác giả Damian Thompson khẳng định rằng mục đích của Conservapedia là "khoác vỏ khoa học cho những thứ ba xạo".
Bryan Ochalla, viết cho tạp chí LGBT The Advocate, gọi dự án này là "Wikipedia dành cho những kẻ thiên chấp". Trên chương trình tin tức châm biếm The Daily Show, diễn viên hài Lewis Black đã bài bác bài viết của nó về đồng tính luyến ái. Viết trên The Australian, 'nhà báo chuyên mục' Emma Jane đã mô tả Conservapedia là "một vũ trụ song song rợn người, nơi kỷ băng hà là lý thuyết suông, thiết kế thông minh có thể kiểm chứng được bằng thực nghiệm, còn thuyết tương đối và địa chất học thì là những thứ khoa học tạp nham".
Các ý kiến chỉ trích site này nhanh chóng lan truyền khắp không gian blog vào khoảng đầu năm 2007. Schlafly đã xuất hiện trên các chương trình radio Today trên BBC Radio 4 và All Things Considered trên NPR để thảo luận về website này vào khoảng thời gian đó. Vào tháng 5 năm 2008, Schlafly và một trong các học sinh được ông ấy dạy học tại gia đã xuất hiện trong chương trình CBC The Hour với cùng mục đích.
Stephanie Simon ở Los Angeles Times dẫn lời của hai biên tập viên của Conservapedia và họ đã bình luận có thiện cảm về Conservapedia. Matt Barber, giám đốc chính sách của 'nhóm hành động chính trị Kitô bảo thủ' Concerned Women for America, ca ngợi Conservapedia là một lựa chọn thay thế "thân thiện với gia đình" hơn và "chính xác" hơn Wikipedia.
Tạp chí Wired, trong một bài báo có tựa đề "Ten Impressive, Weird And Amazing Facts About Wikipedia" (Mười sự thật ấn tượng, kỳ cục và lý thú về Wikipedia), có nêu bật mấy bài viết của Conservapedia, bao gồm bài viết về "Atheism and obesity" (Chủ nghĩa vô thần và béo phì) và "Hollywood values" (Các giá trị của Hollywood). Wired cũng nêu bật bài viết "Examples of bias in Wikipedia" (Ví dụ về thiên kiến trong Wikipedia) của Conservapedia, nhận định rằng bài này giục độc giả liên hệ Jimmy Wales rồi kêu ông ấy "thu xếp đi coi".
Việc Conservapedia sử dụng định dạng giống với các site nổi bật hơn như Wikipedia để tạo bách khoa toàn thư Kitô giáo bảo thủ làm lựa chọn thay thế đã được mấy site khác bắt chước theo, chẳng hạn như GodTube làm theo định dạng giống Youtube, hay như QubeTV làm theo định dạng giống MySpace.
Jimmy Wales, người đồng sáng lập Wikipedia, có nói về Conservapedia rằng "Văn hóa tự do thì không có giới hạn" và "Chúng tôi hoan nghênh việc dùng lại tác phẩm của chúng tôi để tạo nên biến thể. Điều đó hoàn toàn phù hợp với sứ mệnh của chúng tôi". Wales bác bỏ nhận định của Schlafly về thiên kiến liberal trong Wikipedia.
Năm 2022, Slate có ghi rằng Conservapedia "từ lâu đã phải chật vật với lượng độc giả rất thấp."

### RationalWiki
Vào tháng 4 năm 2007, Peter Lipson, một bác sĩ nội khoa, đã thử biên tập bài viết trên Conservapedia về bệnh ung thư vú nhằm đưa vào đấy bằng chứng chống lại tuyên bố của Conservapedia rằng phá thai làm tăng nguy cơ mắc phải bệnh này. Schlafly và các quản trị viên của Conservapedia đã chất vấn thông tin chứng danh của Lipson và cho ngừng việc tranh luận. Sau khi nội dung chỉnh sửa bị lùi lại và tài khoản bị chặn, Lipson và một số cộng tác viên khác từ bỏ không cố gắng thẩm hạch các bài viết trên Conservapedia nữa, thay vào đó họ sáng lập website của riêng mình là RationalWiki.
Mục đích tuyên bố của RationalWiki là phân tích và bác bỏ ngụy khoa học, phong trào chống khoa học, các ý tưởng "dở hơi" (crank), cùng với khám phá chủ nghĩa chuyên chế và chủ nghĩa cơ yếu và khám phá cách mà các chủ đề này được xử trí trong phương tiện truyền thông đại chúng.
Một bài báo đăng trên Los Angeles Times năm 2007 cho hay RationalWiki lập ra để giám sát Conservapedia. Các thành viên RationalWiki tự thừa nhận có tham dự vào các hành động phá hoại trên lên Conservapedia.

### Đối thoại với Lenski
Vào ngày 9 tháng 6 năm 2008, New Scientist có công bố một bài báo mô tả thí nghiệm E. coli  20 năm của Richard Lenski, trong đó báo cáo rằng vi khuẩn đấy đã tiến hóa và có được khả năng chuyển hóa citrate. Schlafly có liên hệ với Lenski để yêu cầu dữ liệu thí nghiệm. Lenski giải thích rằng dữ liệu liên quan đã có trong bài báo rồi cùng với chữa lại những hiểu sai của Schlafly về thí nghiệm. Schlafly nhắn lại và bực dọc yêu cầu dữ liệu thô. Lenski trả lời một lần nữa rằng dữ liệu liên quan đã có trong bài báo rồi, bảo rằng "dữ liệu thô" chính là các mẫu vi khuẩn sống mà Lenski sẽ sẵn lòng chia sẻ với các nhà nghiên cứu đủ trình độ tại các phòng thí nghiệm sinh học được trang bị thích hợp, Lenski cũng bảo ông cảm thấy bị sỉ nhục bởi thư từ và bình luận trên Conservapedia mà ông coi là sống sượng và xúc phạm, tính cả những nhận định vô cùng sai lệch móp méo. The Daily Telegraph sau đó gọi hồi đáp của Lenski là "một trong những lời hạ thấp lớn nhất và bao quát nhất trong lập luận khoa học".
Cuộc trao đổi, được ghi lại trên trang Conservapedia với tựa đề "Lenski dialog" (Đối thoại Lenski), đấy đã được đưa tin rộng rãi trên các trang tổng hợp tin tức và nhật trình web. Carl Zimmer có viết rằng rõ rành rành Schlafly đã không thèm đọc kỹ bài báo của Lenski, và PZ Myers đã chỉ trích Schlafly vì hành động đòi hỏi dữ liệu mặc dù bản thân không hề có kế hoạch sử dụng gì và cũng chả có chuyên môn gì mà phân tích. Trong và sau cuộc đối thoại với Lenski trên Conservapedia, vài người dùng trên site này đã bị chặn với lý do "kháng lệnh" (insubordination) vì bày tỏ sự không đồng tình với lập trường của Schlafly về vấn đề này.
Cuộc đối thoại giữa Lenski và Conservapedia này đã được ghi nhận trong cuốn sách The Greatest Show on Earth: The Evidence for Evolution của Richard Dawkins ở một chương bàn về nghiên cứu của Lenski.

## Dự án Kinh thánh bảo thủ
Conservapedia làm host cho "Dự án Kinh thánh Bảo thủ" (Conservative Bible Project), một dự án nhằm viết lại bản dịch Kinh thánh tiếng Anh nhằm để xóa bỏ hoặc chữa lại các thuật ngữ mà được mô tả là du nhập thiên kiến liberal. Dự án này dự tính loại bỏ các phần trong Kinh thánh được người sáng lập Conservapedia đánh giá là những bổ sung của phe liberal về sau này. Chúng bao gồm câu chuyện về người đàn bà ngoại tình trong Phúc âm Gioan trong đó Chúa Giê-xu tuyên bố "Ai trong các ông sạch tội, thì cứ việc lấy đá mà ném trước đi". Dự án này cũng tính loại bỏ lời cầu nguyện của Chúa Giê-su trên thập tự giá, "Lạy Cha, xin tha cho họ, vì họ không biết việc họ làm", vì câu này chỉ xuất hiện trong Phúc âm Luca và lý do theo Schlafly là vì "sự thật đơn giản đó là một số kẻ bắt bớ Chúa Giê-su thì có biết việc họ làm đấy. Lời trích này mấy người liberal ưng lắm nhưng không nên xuất hiện trong bản Kinh thánh bảo thủ".
Dự án Kinh thánh này đã vấp phải sự chỉ trích rộng rãi, kể cả từ những người bảo thủ Kitô giáo Phúc âm đồng môn. Rod Dreher, một 'soạn giả' kiêm biên tập viên bảo thủ, đã mô tả dự án này là "sự ngạo mạn điên rồ"; ông mô tả thêm nữa về dự án này là "Nó kiểu như cái mình sẽ có được khi mà mình băng qua Hội nghiên cứu Giê-su (Jesus Seminar) với chi hội Sinh viên Cộng hòa (College Republicans) tại một viện đào tạo cho mấy người học Kinh thánh ở miền đồng quê nào đó ấy". Ed Morrissey, một 'soạn giả' Kitô bảo thủ khác, có viết rằng việc bẻ quẹo lời Chúa theo ý thức hệ của chính mình là bắt Chúa phải vâng theo một ý thức hệ nào đó chứ không phải chiều ngược lại rồi. Creation Ministries International có viết "Việc buộc Kinh thánh phải tuân theo một ý đồ chính trị (political agenda) nào đó, cho dù có người đồng ý với ý đồ đó đi nữa, là xuyên tạc Lời Chúa và do đó nên được các Kitô hữu chống đối nhiều ngang việc chống mấy bản Kinh thánh 'có tính đúng đắn chính trị'."
Vào ngày 7 tháng 10 năm 2009, Stephen Colbert kêu gọi khán giả đưa ông ấy vào bản Kinh thánh trên Conservapedia cho ông ấy trở thành một nhân vật Kinh thánh, khán giả đã phản hồi bằng cách chỉnh sửa bản Kinh thánh Conservapedia để đưa tên của ông ấy vào thật. Tất nhiên, các sửa đổi đó bị coi là hành vi phá hoại và đã bị xóa. Theo sau là cuộc phỏng vấn giữa Colbert và Schlafly vào ngày 8 tháng 12 năm 2009.